# ウンタマギルー
『ウンタマギルー』は、高嶺剛監督による日本映画。沖縄県西原町に伝わる民話「運玉義留」をベースに、日本復帰直前の沖縄を描いたマジックリアリズム的なファンタジーである。
小林薫、戸川純、沖縄芸能の大御所たちなど、高嶺監督の前作『パラダイスビュー』とほぼ同じキャストが出演している。

## ストーリー
舞台は、アメリカ統治下の沖縄。製糖所で働く青年島尻ギルーは、西原親方の元で暮らす不思議な女性マレーを毛遊びに誘い出し関係を持つ。しかしマレーの正体は、親方がニライカナイの神から預かったゥワーマジムン（豚の化身）であった。秘密を知ったギルーは親方に投げ槍で命を狙われ、製糖所放火の濡れ衣を着せられることとなり、サーダカ（霊感を持つ）で娼婦でもある妹チルーの助言で運玉森（ウンタマムイ）に身を隠す。以前子供のキージーが溺れているのを助けた恩返しに、森の精霊キジムナーから空を飛ぶなどの霊力を授かったギルーは義賊ウンタマギルーとなって、親方のもとで豚の種付をしていた油喰（アンダクェー）と共に貧しい村の人々や独立派ゲリラたちの英雄となる。その後、ウンタマギルーを題材とした芝居に本人役として出演したギルーは客席にいた西原親方に投げ槍で額を貫かれ、どこかへ歩いて行ってしまう。一方不義のマレーを高等弁務官に差し出した西原親方は、マレーとの情交を楽しみにはるばるニライカナイからやってきた神様の不興を買い、ヤンバルクイナにされてしまう。場面は変わり、サンラーというギルーに似た男が製糖所で働いている。そこに製糖所を引き継いだ安里親方がやってきて、沖縄の日本復帰を告げ、何も知らない様子のマレーと自爆する。

## キャスト
- ギルー／サンラー：小林薫（二役）
- チルー：戸川純
- マレー：青山知可子
- 西原親方：平良進
- ウトゥーバーサン：間好子
- テルリン：照屋林助
- カマジサー高等弁務官：ジョン・セイルズ
- キジムナー：宮里榮弘
- アンダクェー：エディ〈コンディション・グリーン〉
- 安里親方：北村三郎
- ギルーの母ンブシー：平良トミ
- 島袋警察長官：大宜見小太郎
- キージー：赤嶺直美
- レンキン：グレート宇野
- 三味線の老人：嘉手苅林昌
- 山城家の主人：伊良波晃

## スタッフ
- 監督・脚本：高嶺剛
- 製作：山田晶義
- 製作総指揮：増田通二
- プロデューサー：伊東準一、針生夏樹
- 撮影：田村正毅
- 録音：川嶋一義
- 音楽：上野耕路
- 美術：星埜恵子

## 受賞歴
- 1989年
  - 日本映画監督協会新人賞
  - 第14回報知映画賞最優秀作品賞
  - 第63回キネマ旬報ベスト・テン第4位
  - 第44回毎日映画コンクール音楽賞

- 1990年
  - ベルリン映画祭カリガリ賞
  - ハワイ国際映画祭グランプリ
  - ナント三大陸映画祭グランプリ